# Antemasque
Antemasque es un supergrupo de rock formado en 2014 por exmiembros de The Mars Volta: Omar Rodríguez-López y Cedric Bixler-Zavala. En sus primeras canciones, Flea de Red Hot Chili Peppers tocó el bajo y Dave Elitch la batería, pero su participación fue temporal. Flea y Elitch habían tocado previamente con The Mars Volta.

## Historia
Se anunció el proyecto al mundo el 9 de abril de 2014, y lanzaron su primer sencillo 4 AM el mismo día. Al día siguiente, la banda lanzó una segunda canción: Hangin in the Lurch, en su página de Bandcamp. El álbum debut del grupo –titulado Antemasque–, fue lanzado el 15 de julio en su propia marca  “Nadie Sounds”.
Tras la salida de Flea y Elitch, el hermano de Omar, Marfred Rodríguez-López (exmiembro de Zechs Marquise) se unió eventualmente a la banda, junto al baterista de Blink-182 Travis Barker. El 2 de noviembre de 2015, la banda anunció ocho nuevas canciones para un siguiente álbum: Saddle on the Atom Bomb.
Desde mediados de 2016, el grupo se encuentra inactivo.

## Discografía
- Antemasque (2014)

Otros lanzamientos
- Antemasque EP (2014, Nadie)
- In The Lurch single promocional (2014, Nadie)
- Antemasque EP promocional para Alemania (2014, Nadie, Visions)